# 比哈奇共和国
比哈奇共和国（羅馬化：Bihaćka Republika）是第二次世界大战期间，南斯拉夫人民解放军和游击队在解放比哈奇后建立的“解放领土”。
1942年11月—1943年1月，该国存续期间，比哈奇为其行政中心，南斯拉夫反法西斯人民解放委員會的第一次会议于1942年11月26日在这里举行。
1942年夏季和秋季，游击队改进了其组织方法与战术。游击队以机动旅的形式组织起来，使其能够攻击孤立的轴心国营级规模的当地驻军，有时甚比驻军更为强大。1942年夏天，随着波斯尼亚东部的游击队6个旅转移到西部，波斯尼亚和克罗地亚西部的游击队的力量得到加强。
1942年11月4日，南斯拉夫游击队克拉伊纳旅和克罗地亚旅与乌斯塔沙第4旅和克罗地亚第12国民警卫团进行了为期两天的战斗后以游击队的胜利为结果后，比哈奇解放。周围一些城镇也被解放（Vojnić, Vrginmost, Korenica, Drvar, Glamoč, Bosanski Petrovac），而其他城镇则是在比哈奇行动中解放。Bosanska Krupa在11月5日解放，Cazin在11月6日解放，Slunj在11月14日解放。另外一些城镇在单独的进攻之中解放。11月26日雅伊采解放，12月15日利夫诺解放，1942年12月19日托米斯拉夫格勒解放，1943年1月1日特斯利奇解放。
通过以上这些行动，从西部的卡罗瓦茨到东部的普罗佐尔的大片区域上的轴心国部队被赶出或歼灭。而游击队则控制了一个长约250公里，宽为50-70公里的解放区。(12月6日贾伊奇被轴心国重新占领，1月8日特斯利奇被德军占领），但大部分领土都在轴心国大规模反攻中被重新占领。德军于1943年1月29日重新占领比哈奇，2月27日占领德瓦尔，3月5日占领利夫诺；至此，比哈奇共和国灭亡。